# Planta técnica
Una planta técnica es una planta de un rascacielos que está dedicada a equipamiento mecánico y electrónico. Están presentes en todos los edificios altos, incluidos los más altos del mundo, y tienen importantes implicaciones estructurales, mecánicas y estéticas.
Mientras la mayoría de edificios tienen salas de máquinas, habitualmente en el sótano, los rascacielos necesitan plantas dedicadas a este uso a lo largo de toda su estructura, por una variedad de razones discutidas más abajo. Debido a que usan superficie valiosa (al igual que los ascensores), los ingenieros intentan minimizar el número de plantas técnicas al mismo tiempo que permiten una redundancia suficiente en los servicios que proporcionan. Como regla general, los rascacielos necesitan una planta técnica cada diez plantas utilizables (10 %), aunque este porcentaje puede variar considerablemente (véanse los ejemplos). En algunos edificios están distribuidas en grupos que dividen el edificio en secciones, mientras que en otros están repartidas uniformemente por toda su altura y en otros están concentradas mayoritariamente en la parte más alta.
Generalmente, las plantas técnicas se cuentan en la numeración de las plantas del edificio (tal y como exigen algunos códigos de edificación), pero solo puede accederse a ellas a través de ascensores de servicio. En algunas legislaciones se excluyen de los cálculos de superficie máxima, lo que produce un aumento significativo del tamaño de los edificios, por ejemplo en Nueva York. Algunos edificios se diseñan con una planta técnica situada en la planta trece, para evitar problemas al alquilar el espacio de esta planta debido a la superstición.

## Cuestiones estructurales

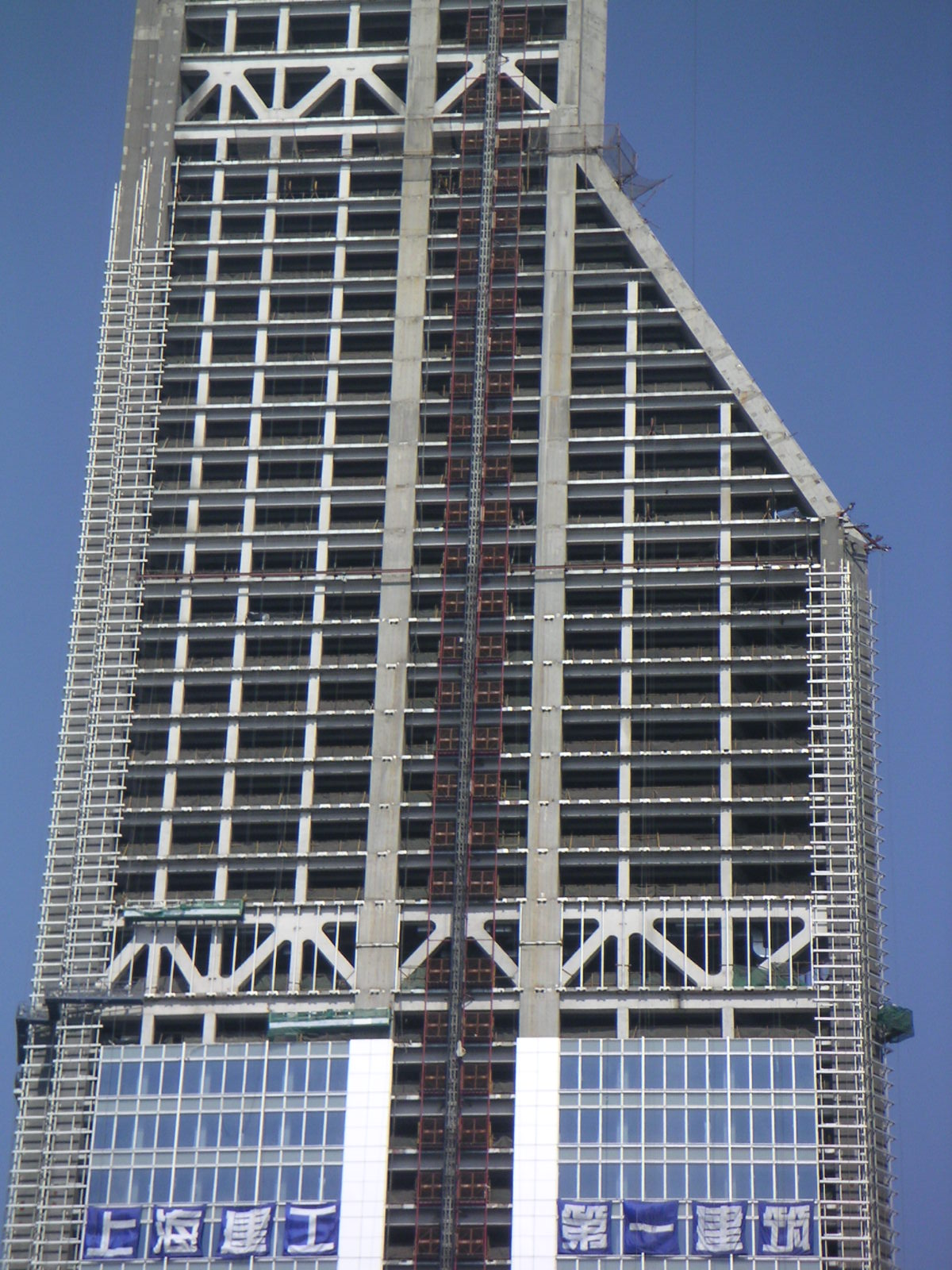
Un edificio de sesenta plantas en construcción en Shanghái, Shimao International Plaza. Las secciones de celosía (hechas de barras triangulares) albergarán plantas técnicas.

Algunos rascacielos tienen núcleos estrechos que necesitan estabilización para evitar su derrumbe. Habitualmente esto se consigue uniendo el núcleo con las supercolumnas externas a intervalos regulares mediante estabilizadores de celosía. La forma triangular de las barras impide la utilización de estas plantas, por lo que estas secciones albergan plantas técnicas, habitualmente en grupos de dos. Otros elementos estabilizadores como amortiguadores de masa también exigen plantas técnicas para albergarlos o darles servicio.
Este diseño se refleja usualmente en la distribución de los ascensores. Dado que casi todos los ascensores necesitan salas de máquinas encima de la última planta que sirven, a menudo se usan plantas técnicas para dividir los huecos de ascensor que están apilados encima de otro para ahorrar espacio. A veces hay una planta de transbordo o sky lobby justo debajo de estas plantas.
Los ascensores que alcanzan la última planta utilizable también necesitan salas de máquinas por encima; estas se colocan a veces en plantas técnicas de tamaño completo pero más a menudo en un ático técnico, que también puede contener equipamiento de comunicaciones y para limpiar las ventanas. En la mayoría de edificios esto es una simple «caja» en la azotea, en otros está escondido dentro de una aguja o corona decorativa. Una consecuencia de esto es que si se cuentan en el total las plantas técnicas más altas, puede no haber una verdadera «oficina en la última planta» en un rascacielos con este diseño.

## Cuestiones mecánicas
Además de proporcionar soporte estructural y facilitar la distribución de los ascensores, el principal objetivo de las plantas técnicas es albergar la maquinaria de calefacción, ventilación y aire acondicionado y otros servicios: contienen generadores eléctricos, máquinas frigoríficas, bombas hidráulicas…
En particular, el problema de transportar y almacenar el agua en las plantas más altas es una limitación importante en el diseño de rascacielos. Se necesita agua para su uso por los ocupantes, el aire acondicionado, el equipamiento de refrigeración y la protección contra incendios mediante rociadores (especialmente importantes debido a que el equipamiento de lucha contra incendios situado a nivel del suelo usualmente no puede alcanzar más de una docena de plantas aproximadamente). Es ineficiente, y pocas veces factible, que las bombas hidráulicas envíen el agua directamente a una altura de varios cientos de metros, por lo que se usan bombas intermedias y depósitos de agua. Las bombas situadas en cada grupo de plantas técnicas actúan como un relevo para las situadas en el siguiente, mientras que los depósitos almacenan agua como reserva para su uso normal o de emergencia. Usualmente las bombas tienen potencia suficiente para saltarse un nivel si sus bombas han fallado, y enviar el agua dos niveles más arriba.
Se tiene especial cuidado con la seguridad contra incendios en las plantas técnicas que contienen generadores, compresores y salas de máquinas de ascensores, debido a que estos elementos usan aceite como combustible o lubricante. Las plantas técnicas también contienen sistemas de comunicación y control del edificio y a veces sistemas de telecomunicaciones salientes, como una gran antena en la azotea (que usualmente se sostiene en las plantas técnicas más altas). Los modernos sistemas de control de climatización computerizados minimizan el problema de la distribución de equipamiento entre las plantas, permitiendo un control remoto central.

## Cuestiones estéticas

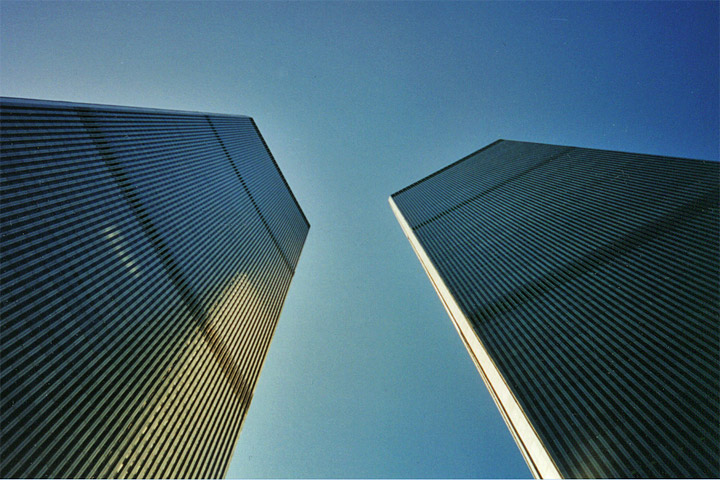
Las antiguas Torres Gemelas del World Trade Center. Las «bandas oscuras» eran respiraderos para las plantas técnicas.

La mayoría de las plantas técnicas necesitan respiraderos o persianas exteriores para la ventilación y eliminación de calor alrededor de la mayor parte o todo su perímetro, lo que impide el uso de ventanas de cristal. Las «bandas oscuras» resultantes pueden alterar el diseño global de la fachada, especialmente si está revestida completamente de cristal. Diferentes estilos arquitectónicos abordan este problema de diferente manera.
En los estilos moderno e internacional de los años sesenta y setenta, donde «la forma sigue a la función», la presencia de los respiraderos no se consideraba indeseable. En su lugar, enfatiza la distribución funcional del edificio dividiéndolo limpiamente en secciones iguales, reflejando de esta manera la disposición de los ascensores y oficinas en su interior. Esto puede verse claramente en las Torres Gemelas del World Trade Center y en la Torre Willis. En el IDS Center de Mineápolis, la planta técnica más baja sirve como separación visual entre el centro comercial Crystal Court situado en la planta baja y la torre de oficinas que hay por encima de ella; la planta técnica más alta (encima de las plantas 50 y 51, las plantas ocupadas más altas) sirve como una «corona» del edificio.
Por el contrario, los diseñadores de los rascacielos más recientes de estilo posmoderno se esfuerzan por enmascarar los respiraderos y otros elementos técnicos de manera inteligente e ingeniosa. Esto se consigue mediante medios como fachadas con ángulos complejos (Torres Petronas), intrincados revestimientos de celosía (Jin Mao) o secciones no acristaladas que parecen ser ornamentales (Taipei 101, azotea del Jin Mao).

## Ejemplos

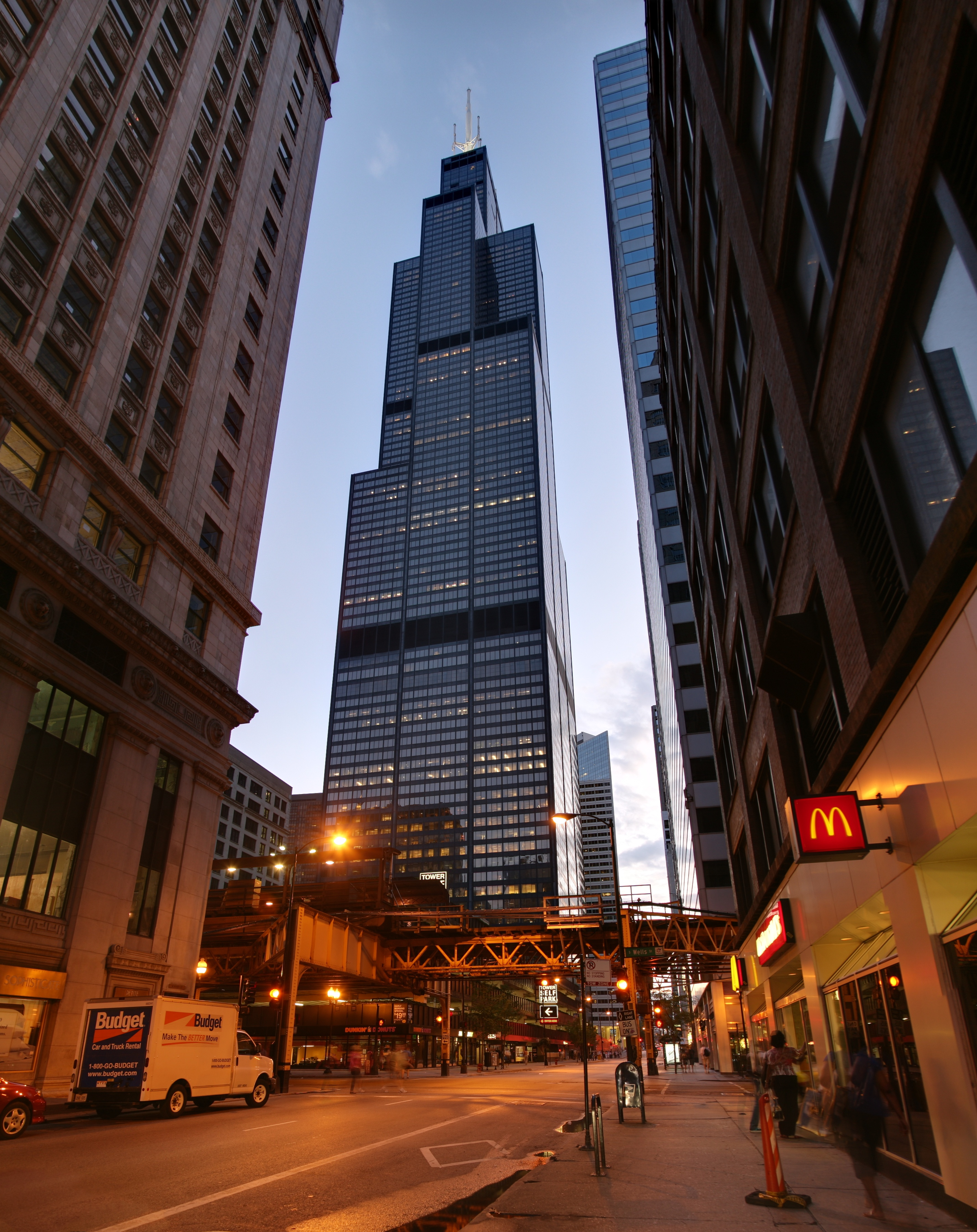
La Torre Willis de Chicago vista desde el nivel del suelo. Se pueden apreciar los cuatro grupos de plantas técnicas debido a su revestimiento más oscuro.

A continuación se ofrecen ejemplos de la distribución de las plantas técnicas en algunos de los edificios más altos del mundo. En cada caso, se cuentan como plantas las técnicas, lo que conduce a un número de plantas total más alto del habitual.
- Taipei 101: Plantas 7–8, 17–18, 25–26, 34, 42, 50, 58, 66, 74, 82, 87, 90, 92-100 en el ático (total 17/102, o 17 %). El recuento oficial de 11 corresponde al número de grupos de plantas técnicas en la sección de oficinas. Las plantas 92–100 contienen equipamiento de comunicaciones y por esto no se cuentan habitualmente como técnicas debido a que no sirven al propio edificio.
- One World Trade Center: Plantas 2, 3, 4, 5, 6, 91, 92, 93, 103, 104.
- Torres Gemelas: Plantas 7–8, 41–42, 75–76 y 108–109 (total 8/110, 7%). La planta 110 de la Torre Norte albergaba equipamiento de transmisión de radio y televisión. Algunas fuentes mencionan erróneamente doce plantas, en grupos de tres, debido a la altura de los respiraderos (en realidad los techos eran más altos) y porque las plantas 44 y 78 eran sky lobbies, que en muchos edificios se sitúan justo encima de las plantas técnicas. Sin embargo, las Torres Gemelas tenían una planta de oficinas ocupada debajo de cada sky lobby, accesible mediante escaleras mecánicas.
- Torre Willis (antigua Torre Sears): Plantas 29–32, 64–65, 88–89, 104–108, 109 (ático) y 110 (azotea del ático): total 15/110, 13 %.
- Torres Petronas: Plantas 6–7, 38–40, 43, 84, 87–88 (total 9/88, 10 %)[4]
- Jin Mao: Plantas 51–52, y 89–93 en el ático (total 7/93, 7,5 %)[5]
- Burj Khalifa: Plantas 17–18, 40–42, 73–75, 109–111, 136–138, 155 y 160–168 en el ático, (total 25/168, 15 %)
- John Hancock Center: Plantas 16–17, 42–43, 93, 99–100 (ático): total 7/100, 7%
- Empire State Building: Plantas 87–101 (total 15/102, 14 %)
- International Commerce Centre: Plantas 6–7, 17–18, 24–25, 34, 43, 52, 61, 70, 79, 88, 97, 104 y 114 (total 17/118, 14 %)
- Shanghai World Financial Center: Plantas 6, 18, 30, 42, 54, 66, 78, 89 y 90 (total 9/100, 9 %)
- Lotte World Tower: Plantas 3–4, 13, 21–23, 39–41, 59, 60, 72–75, 83, 84, 102–106, 115 y 116 (total 24/123, 20 %)